# Helene Escher-von Stürler

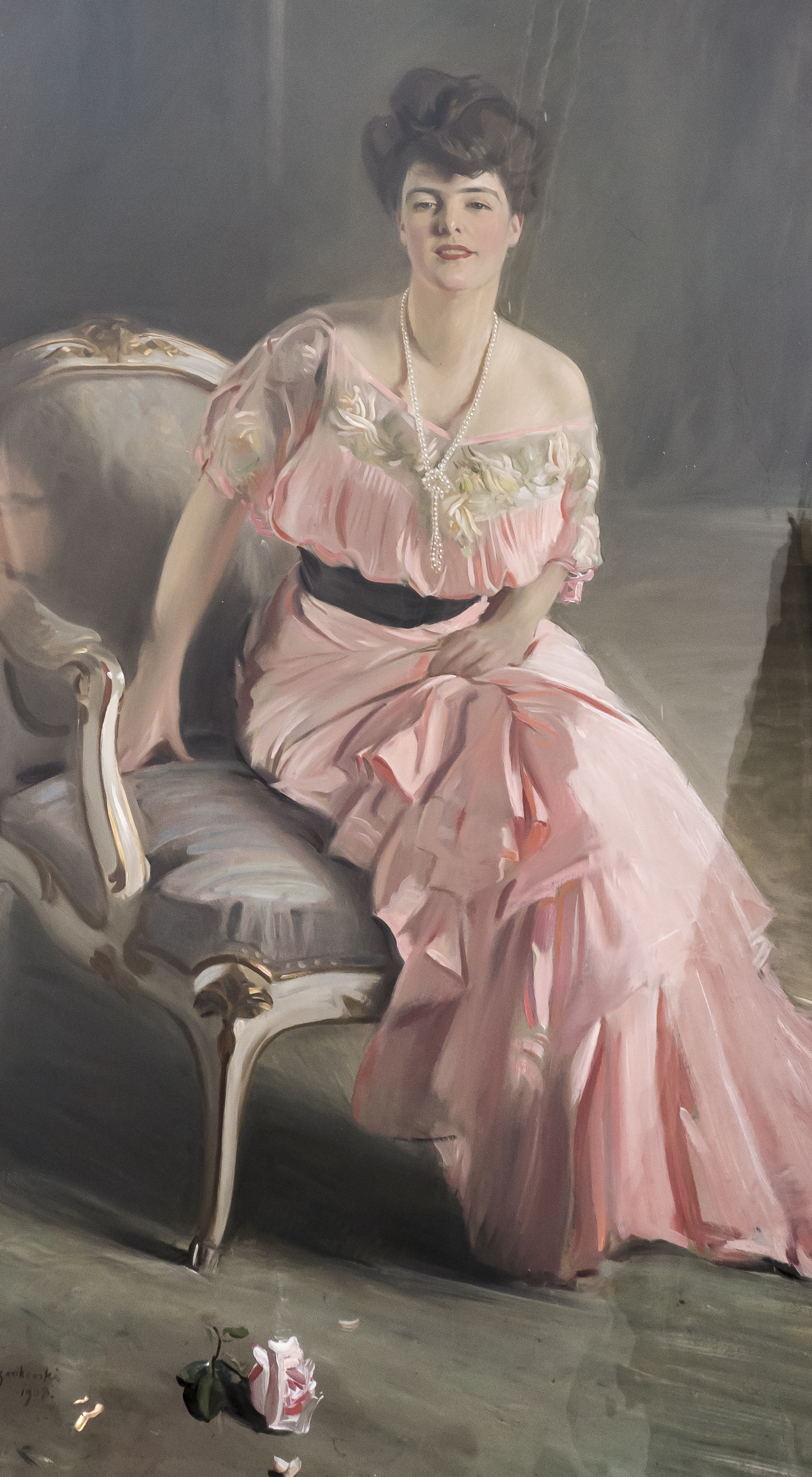
Hélène Escher-von Stürler, Bildnis von Boleslaw von Szankowski (1908)

Hélène Adèle Cécile Escher-von Stürler (* 30. August 1873 in Jegenstorf; † 21. November 1908 in München) war eine Berner Patrizierin, die sich gegen die für sie vorgesehene Rolle wehrte und ausbrach. Sie war die Geliebte des Malers Boleslaw von Szankowski und Feministin in der Münchner Bohème.

## Leben
Hélène Adèle Cécile Escher-von Stürler war das dritte von sechs Kindern des Ehepaares Eduard Rudolf Ludwig Alexander von Stürler (1844–1912) und dessen Frau Hélène Julie Sophie geborene Marcuard (1844–1895). Sie wuchs mit ihren jüngeren Geschwistern auf Schloss Jegenstorf auf, das ihrem Vater gehörte. Ihre Nichte Marie Elisabeth verstarb 1943 in Folge unglücklicher Verkettungen während eines Militärischen Frauendienst-Einsatzes. Ihr Bruder Arthur von Stürler (1874–1934) erbte das Schloss und war dessen letzter privater Besitzer.
Hélène erhielt die für Mädchen der gehobenen Gesellschaft übliche Ausbildung. Mit 22 heiratete sie standesgemäss den beinahe 20 Jahre älteren Zürcher Seidenfabrikanten Heinrich Escher. Mit diesem zog sie als junge Frau nach Mailand und brachte dort die beiden Söhne Eduard (1896–1949) und Alfredo (1898–1975) zur Welt. Die Ehe kriselte bald. Hélène Escher hatte eine andere Vorstellung von Ehe als ihr Mann und ging zwei Mal ein aussereheliches Liebesverhältnis ein. Nach der gewaltsamen Internierung Hélènes Eschers in einer psychiatrischen Klinik durch ihren Mann liess sich das Paar 1903 nach knapp acht Ehejahren auf gemeinsames Begehren hin scheiden. Damit hatte Hélène von Stürler ein ähnliches Schicksal wie die 15 Jahre ältere Zürcherin Lydia Welti-Escher.
1906 zog Hélène Escher-von Stürler nach München und war mutmasslich die Geliebte des polnischen Malers Boleslaw von Szankowski. Von ihm wurde sie mehrmals porträtiert, und sie begünstigte ihn in ihrem Testament. In München brachte sie ihren dritten Sohn Edmond (1907–1990) zur Welt. Ob er Szankowskis Sohn war, muss offen bleiben. Der Name des Vaters ist unbekannt. Vermutlich verschwieg die Mutter ihn bewusst und schloss sich damit der Praxis anderer Feministinnen der Münchner Bohème an, etwa der Gräfin Franziska zu Reventlow. Am 21. November 1908 nahm sich Hélène Escher-von Stürler mit 35 Jahren das Leben; sie erschoss sich mit einem Revolver. Die Zeitungen vermeldeten, sie habe an Verfolgungswahn gelitten. Bei ihrem Tod hinterliess sie den unehelichen Sohn und Schulden, die jedoch durch den Erlös ihres Nachlasses gedeckt waren. Der Sohn wurde in Zürich zur Adoption freigegeben.